# Социална етика
Социалната етика (или още – етика и общество) е дял на етиката, разглеждащ социалните условия като предпоставка за богатството и по-добър живот. От друга страна тя изследва мястото и ролята на индивида в обществото с оглед на изповядваните ценности като свобода, толерантност, справедливост, както и устойчивостта онези институции и структури обезпечаващи основните права и свободи, развитието на корпоративната или бизнес етика, правото на труд и социално осигуряване, брака и семейството, миграцията, културата, медиите и здравеопазването.